# Brad Blanton
W. Brad Blanton, född 4 september 1940, är en amerikansk författare och seminarehållare. Blanton har kandiderat till USA:s representanthus två gånger (2004 och 2006), båda gånger som självständig.
Hans första bok, Radical Honesty: How To Transform Your Life By Telling The Truth, blev en bästsäljare 1996 och har blivit översatt till sju språk.
Han bor nu i Stanley, Virginia där han tillbringar sin tid med att skriva.
Den 6 mars 2009 medverkade Blanton i den svenska talkshowen Skavlan.